# Linda Partridge

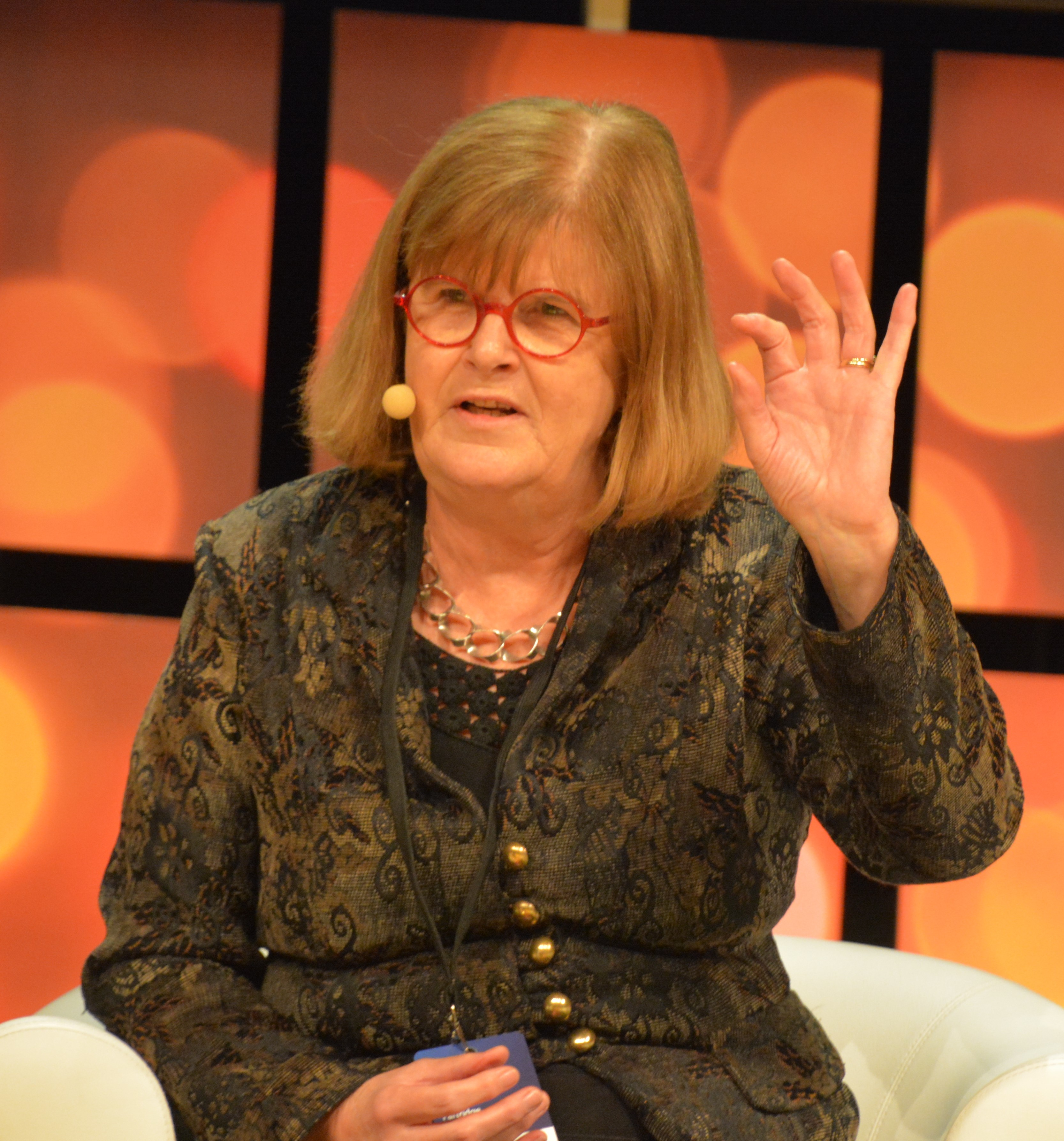
Linda Partridge, 2014

Dame Linda Partridge, DBE (* 18. März 1950 in Bath) ist eine englische Genetikerin, die die Biologie und Genetik des Alterns (Biogerontologie) und altersbedingte Krankheiten wie Alzheimer und Parkinson untersucht. Patridge ist Weldon Professor der Biostatistik am Institut für Genetik, Evolution und Umwelt am University College London (UCL), Leiterin des UCL-Instituts für Gesundes Altern und Gründungsdirektorin des Max-Planck-Instituts für Biologie des Alterns.

## Ausbildung
Patridge studierte zunächst an der Convent of the Sacred Heart School in Tunbridge Wells. Von 1968 bis 1971 studierte sie am St Anne’s College der University of Oxford, wo sie den Grad Bachelor of Arts (BA) in Zoologie erlangte. Von 1971 bis 1974 studierte sie mit dem Christopher Welch-Stipendium am Department of Psychology der Oxford University und erlangte 1974 der Doctor of Philosophy. Ihre Doktorarbeit hatte das Thema „Behavioural aspects of the ecology of some paridae“. 1974 bis 1976 studierte sie mit einem NERC-Stipendium als Postdoktorand im Department of Biology der University of York.

## Karriere
Von 1976 bis 1993 arbeitete Partridge an der University of Edinburgh. Sie war ab 1976 University Demonstrator, dann ab 1978 University Lecturer im Department für Zoologie, ab 1987 Reader und schließlich ab 1992 Professorin für Evolutionsbiologie. Während ihrer Zeit an der University of Edinburgh war Partridge 1985–1986 Nuffield Research Fellow und 1992–1993 Darwin Trust Research Fellow.
1994 wurde Partridge Director am Centre for Ecology and Evolution und Weldon Professor of Biometry am University College London. Sie war 1997–2002 NERC Research Professor und 2002–2007 Biotechnology and Biological Sciences Research Council (BBSRC) Professorial Fellow.
Seit 2007 ist Linda Partridge Director am Institute of Healthy Ageing des University College London. 2008 wurde sie eine von drei Gründungsdirektoren am Max-Planck-Institut für Biologie des Alterns in Köln und war seit 2011 Honorarprofessorin an der Mathematisch-Naturwissenschaftlichen Fakultät der Universität zu Köln. Am Max-Planck-Institut trat sie 2023 in den Ruhestand.

## Meilensteine
In einem Interview für das BBSRC nennt Linda Partridge fünf entscheidende Meilensteine in der Biotechnologie, an denen sie beteiligt war.
- 1981: Entdeckung, dass Männer wie Frauen Reproduktionskosten zu tragen haben, die einen Kompromiss zwischen der Reproduktionsrate und dem Überleben erfordern.
- 1995: Entdeckung, dass Moleküle in der Samenflüssigkeit der männlichen Fruchtfliege Drosophila den Tod von Weibchen verursachten, die sich häufig paarten.
- 2001: Entdeckung, dass die durch verminderte Aktivität der Insulin/IGF-Signalstrecke erhöhte Lebensspanne, die zuerst bei Fadenwürmern entdeckt worden war, in der Drosophila evolutionär konserviert war, was später auch bei Mäusen nachgewiesen werden konnte.
- 2003: Entdeckung, dass Drosophila kein Ernährungsgedächtnis haben, so dass ihre Todesrate ausschließlich von ihrer gegenwärtigen Nahrung abhing, nicht von dem, was sie früher aßen.
- 2009: Nachweis, dass die Balance wichtiger Aminosäuren in der Nahrung die Reaktion auf Nährungsbeschränkungen erklärt.

## Auszeichnungen
Partridge wurde 1996 zum Fellow of the Royal Society gewählt und bekam 2003 den CBE verliehen. 2004 wurde sie in die Academy of Medical Sciences gewählt und erhielt 2008 die renommierte Darwin-Wallace Medal der Linnean Society of London. 2009 wurde sie als Dame Commander des Order of the British Empire (DBE) geadelt und führt seither den Namenszusatz „Dame“. Zur gleichen Zeit erhielt sie die Croonian lectureship der Royal Society.
Im März 2009 gab das UKRC (UK Resource Centre) bekannt, dass Partridge als eine von sechs Frauen mit außergewöhnlichen Erfolgen in Wissenschaft, Ingenieurswesen und Technologie mit der Teilnahme an der Women of Outstanding Achievement Photographic Exhibition des Jahres geehrt wird. Sie wurde 2010 als Ausländisches Ehrenmitglied in die American Academy of Arts and Sciences gewählt und war Mitglied des Advisory Council der Campaign for Science and Engineering. 2021 erhielt Partridge die Mendel Medal der Genetics Society.
Partridge erhielt die Ehrendoktorwürde (Honorary Degrees, DSc) der University of Bath (2011), der University of Oxford (2011) und der University of Brighton (2012).
Im Jahr 2023 wurde Linda Partridge als Mitglied der Sektion Genetik/Molekularbiologie und Zellbiologie in die Nationale Akademie der Wissenschaften Leopoldina aufgenommen.

## Leben
Linda Partridges Eltern sind Ida Tucker und George Albert Partridge. Sie ist in zweiter Ehe mit dem walisischen Neuropsychologen, Neuroanatomen und Psychophysiker Michel J. Morgan verbunden, der wie sie Professor am University College London ist. Sie wohnt in der Nähe des Barbican Centre in London.